# Cryptocarya alba
Cryptocarya alba là loài thực vật có hoa trong họ Nguyệt quế. Loài này được (Molina) Looser miêu tả khoa học đầu tiên năm 1950.